# Umberto Peschi
Umberto Peschi (Macerata, 2 luglio 1912 – Macerata, 15 novembre 1992) è stato un artista e scultore italiano.

## Biografia

### Infanzia e studi
Umberto Peschi nacque a Macerata il 2 luglio 1912 dove frequentò la Regia scuola professionale di tirocinio con specializzazione in Legno dove si diplomò nel 1927. In questi anni iniziò a frequentare la vita artistica e culturale della città natale e le varie botteghe di artisti maceratesi come Giuseppe De Angelis, con cui instaurò un rapporto di amicizia e condivisione ideologica di stampo socialista-umanitaria.

### 1937-1945: Peschi e l'esperienza romana
Nel 1937 Umberto Peschi si trasferì a Roma dove condivide lo studio con Sante Monachesi e Bruno Tano in via delle Colonnette. Fu di questi primi anni romani la prima mostra presso la casa d'arte Bragaglia ed i contatti con il movimento futurista: conosce Filippo Tommaso Marinetti e stringe amicizia con Enrico Prampolini, Giacomo Balla e Fortunato Depero. Si apre così una strada che lo portò ad importanti esposizioni: nel 1939 fu invitato alla III Quadriennale nazionale d'arte di Roma, e da lì a tutte quelle successive fino alla VII; nel 1940 fu invitato alla XXII Esposizione internazionale d'arte dove espose il suo famoso Aeroritratto d'aviatore, una delle massime espressioni di aeroscultura di quel periodo. Fu poi presente anche alla successiva Biennale del 1942.

### 1946-1980: Peschi e l'astrattismo
Nell'immediato dopoguerra, complice anche il sodalizio con Prampolini e con l'Art Club, Peschi segue un percorso che lo porterà sempre più a scegliere un linguaggio astratto. E proprio in questo solco fu importante l'incontro con Fiamma Vigo e con la galleria e rivista Numero, con cui collaborò strettamente dal 1953 al 1975, consolidando sempre più la scelta dell'astrattismo attraverso le frequentazioni di artisti come Osvaldo Licini, Antonio Calderara, Giovanni Korompay, Zoren, Edgardo Mannucci, Pia Pizzo, Michelangelo Conte, Hsiao Chin.
Nel 1975 Pier Paolo Pasolini inserì, su proposta dello scenografo Dante Ferretti, Aereoritratto d'aviatore nella scenografia di Salò o le 120 giornate di Sodoma.

## Umberto Peschi nei musei
- Musei civici di Palazzo Buonaccorsi  di Macerata
- Museo Palazzo Ricci di Macerata